# Lons-le-Saunier
Lons-le-Saunier es una comuna francesa, situada en el departamento de Jura y en la región de Franco Condado. Sus habitantes se llaman, en francés, lédoniens. Es la prefectura (capital) del departamento.
Es la ciudad natal de Rouget de Lisle, autor de La Marsellesa.

## Geografía
Se encuentra en el valle del Solvan, subafluente del Saona. Hay salinas en la zona relevantes en la historia de la localidad y para su industria del termalismo.

## Demografía
| 6 740 | 6 041 | 7 314 | 7 796 | 8 565 | 7 684 | 8 781 | 9 410 | 9 456 | 9 862 | 9 943 | 10 701 | 11 391 | 12 373 | 12 290 | 12 610 | 12 116 | 12 935 | 13 133 | 13 927 | 13 152 | 12 651 | 14 101 | 14 661 | 15 568 | 15 030 | 15 924 | 18 769 | 20 942 | 20 105 | 19 144 | 18 483 | 18 075 |
| Para los censos de 1962 a 1999 la población legal corresponde a la población sin duplicidades (Fuente: INSEE [Consultar]) |       |       |       |       |       |       |       |       |       |       |        |        |        |        |        |        |        |        |        |        |        |        |        |        |        |        |        |        |        |        |        |        |

| 1962   | 1968   | 1975   | 1982   | 1990   | 1999   |
| ------ | ------ | ------ | ------ | ------ | ------ |
| 22 692 | 25 765 | 28 718 | 27 773 | 26 524 | 25 867 |

## Administración y política
En el referendo sobre la Constitución Europea ganó el no con un 57,54% de los votos.
Algunos resultados electorales recientes (primeras vueltas del sistema francés):
| Extrema izquierda | Tres listas de izquierda (socialistas, comunistas y otros) | Ecologistas | Derecha tradicional | Frente Nacional | Extrema derecha | otros |
| ----------------- | ---------------------------------------------------------- | ----------- | ------------------- | --------------- | --------------- | ----- |
| 3,7%              | 39,4%                                                      | 8,2%        | 33,2%               | 13,7%           | 1,2%            | 0,5%  |

El actual alcalde lleva en el cargo desde 1989 y es diputado.

## Economía
Según el censo de 1999, la distribución de la población activa por sectores era:
| agricultura | industria | construcción | servicios |
| ----------- | --------- | ------------ | --------- |
| 0,8%        | 17,7%     | 4,0%         | 77,4%     |

Lons-Saunier tiene una estación termal, base de una industria turística de larga tradición.
Se encuentra en la zona vinícola del Jura.

## Historia
Fundada por los galos, que la llamaron Ledo. Los romanos la llamaron Salinarus, por la presencia de sal en su entorno.
Por la importancia de la sal en la Edad Media, como mercancía y en el orden fiscal, las grandes familias del Franco Condado se la disputaron. Perteneció a los condes de Chalon -cuyas armas figuran en el primer cuartel del escudo municipal- quienes la fortificaron. 
Perteneció al Franco Condado de Borgoña. Entre el 4 de junio y el 2 de julio de 1637, sufrió un asedio de las tropas francesas que al tomar la villa la incendiaron. Iniciándose su reconstrucción tras la expulsión francesa del condado en 1642. La paz de Nimega supuso su anexión a Francia en 1678. 
En 1790, al constituirse el departamento del Jura, Lons fue una de las cuatro capitales alternativas, junto con Dole, Salins y Poligny. En 1794 pasó a ser la única capital departamental.

## Hermanamientos
- Offenburg (Alemania)